# Eigenmannia microstoma
Eigenmannia microstoma es una especie de pez sternopígido de agua dulce del género Eigenmannia, cuyas especies son denominadas comúnmente señoritas, banderitas o cuchillos. Se distribuye en ambientes acuáticos de Sudamérica cálida. 

## Taxonomía
Esta especie fue descrita originalmente en el año 1852 por el zoólogo danés Johannes Theodor Reinhardt, bajo el nombre científico de Sternopygus microstomus.
Pertenece al “grupo de especies Eigenmannia trilineata”, cuyos integrantes se caracterizan por presentar la banda en el flanco en el sector medial superior.

## Morfología
Posee un cuerpo en forma de cuchillo comprimido; no presenta ni aletas pélvicas ni dorsal, siendo la aleta anal extremadamente larga y ondulante para permitirle moverse tanto hacia delante como hacia atrás. También poseen un órgano que genera descargas eléctricas. 

## Distribución y hábitat
Esta especie se distribuye de manera endémica en la alta cuenca del río São Francisco, en el nordeste de Brasil.